# Popovnjak
Popovnjak es un pueblo ubicado en la municipalidad de Despotovac, en el distrito de Pomoravlje, Serbia.

## Superficie
Posee una superficie de 8,435 kilómetros cuadrados.

## Demografía
Hasta 2011 la población era de 305 habitantes, con una densidad de población de 36,16 habitantes por kilómetro cuadrado.